# Agnès Jaoui
Agnès Jaoui (n. Antony, Francia, 19 de octubre de 1964) es una actriz, guionista, directora y cantante francesa de origen judío tunecino.

## Filmografía
Como directora filmó:

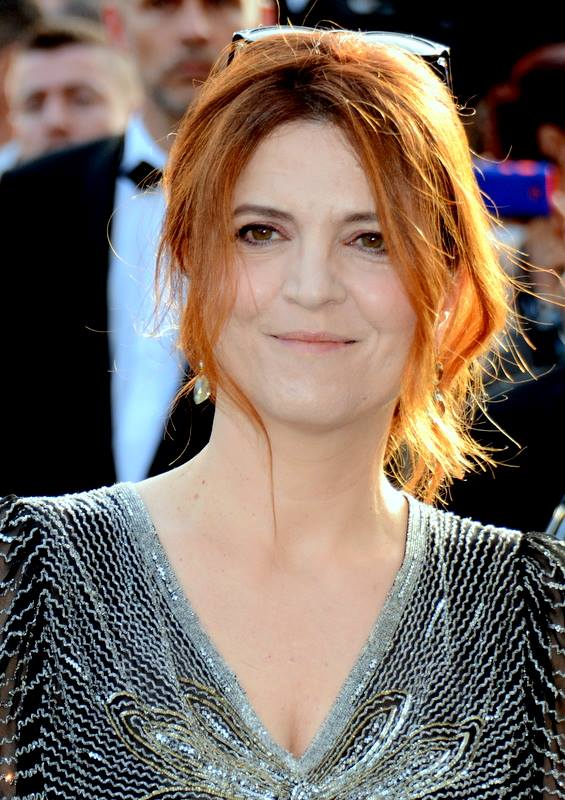
Jaoui en la edición de 2015 del Festival de Cannes.

- 2018: Llenos de vida (Place publique).
- 2013: Al final del cuento (Au bout du conte).
- 2008: Háblame de la lluvia (Parlez-moi de la pluie).
- 2004: Como una imagen (Comme une image).
- 2000: Para todos los gustos (Le goût des autres).

Como actriz su filmografía fue:
- 2017: 50 primaveras, (Aurore).
- 2019: Foodie Love, serie de televisión para HBO España.

## Premios y nominaciones
Premios Óscar
| Año  | Categoría                                       | Película              | Resultado |
| ---- | ----------------------------------------------- | --------------------- | --------- |
| 2001 | Mejor película extranjera (de habla no inglesa) | Para todos los gustos | Nominada  |

Obtuvo en Festival Internacional de Cine de Cannes en 2004 el premio al mejor guion por Comme une Image.
También el Premio César al mejor film en 2001 por Le goût des autres.